# Mazingarbe
Mazingarbe és un municipi francès situat al departament del Pas de Calais i a la regió dels Alts de França. L'any 2007 tenia 7.505 habitants.

## Demografia

### Població
El 2007 la població de fet de Mazingarbe era de 7.505 persones. Hi havia 2.772 famílies de les quals 832 eren unipersonals (257 homes vivint sols i 575 dones vivint soles), 675 parelles sense fills, 977 parelles amb fills i 288 famílies monoparentals amb fills.
La població ha evolucionat segons el següent gràfic:
Habitants censats

### Habitatges
El 2007 hi havia 3.017 habitatges, 2.883 eren l'habitatge principal de la família, 1 era una segona residència i 133 estaven desocupats. 2.596 eren cases i 415 eren apartaments. Dels 2.883 habitatges principals, 922 estaven ocupats pels seus propietaris, 1.741 estaven llogats i ocupats pels llogaters i 220 estaven cedits a títol gratuït; 21 tenien una cambra, 182 en tenien dues, 306 en tenien tres, 1.176 en tenien quatre i 1.199 en tenien cinc o més. 1.966 habitatges disposaven pel capbaix d'una plaça de pàrquing. A 1.385 habitatges hi havia un automòbil i a 715 n'hi havia dos o més.

### Piràmide de població
La piràmide de població per edats i sexe el 2009 era:
| Homes | Edats   | Dones |
| ----- | ------- | ----- |
| 4     | 95 o +  | 14    |
| 5     | 90 a 94 | 22    |
| 19    | 85 a 89 | 87    |
| 19    | 80 a 84 | 83    |
| 80    | 75 a 79 | 212   |
| 114   | 70 a 74 | 219   |
| 172   | 65 a 69 | 228   |
| 158   | 60 a 64 | 171   |
| 77    | 55 a 59 | 129   |
| 189   | 50 a 54 | 194   |
| 245   | 45 a 49 | 212   |
| 262   | 40 a 44 | 274   |
| 286   | 35 a 39 | 243   |
| 282   | 30 a 34 | 293   |
| 250   | 25 a 29 | 285   |
| 227   | 20 a 24 | 219   |
| 220   | 15 a 19 | 248   |
| 245   | 10 a 14 | 273   |
| 293   | 5 a 9   | 220   |
| 244   | 0 a 4   | 252   |

## Economia
El 2007 la població en edat de treballar era de 4.582 persones, 2.841 eren actives i 1.741 eren inactives. De les 2.841 persones actives 2.250 estaven ocupades (1.376 homes i 874 dones) i 590 estaven aturades (309 homes i 281 dones). De les 1.741 persones inactives 343 estaven jubilades, 493 estaven estudiant i 905 estaven classificades com a «altres inactius».

### Ingressos
El 2009 a Mazingarbe hi havia 2.854 unitats fiscals que integraven 7.319 persones, la mediana anual d'ingressos fiscals per persona era de 12.747 €.

### Activitats econòmiques
Dels 143 establiments que hi havia el 2007, 2 eren d'empreses extractives, 3 d'empreses alimentàries, 10 d'empreses de fabricació d'altres productes industrials, 21 d'empreses de construcció, 32 d'empreses de comerç i reparació d'automòbils, 6 d'empreses de transport, 11 d'empreses d'hostatgeria i restauració, 3 d'empreses d'informació i comunicació, 6 d'empreses financeres, 3 d'empreses immobiliàries, 14 d'empreses de serveis, 20 d'entitats de l'administració pública i 12 d'empreses classificades com a «altres activitats de serveis».
Dels 39 establiments de servei als particulars que hi havia el 2009, 1 era una comissaria de policia, 1 oficina de correu, 2 oficines bancàries, 1 funerària, 4 tallers de reparació d'automòbils i de material agrícola, 1 taller d'inspecció tècnica de vehicles, 1 autoescola, 2 paletes, 1 guixaire pintor, 1 fusteria, 4 lampisteries, 2 electricistes, 6 empreses de construcció, 7 perruqueries, 3 restaurants i 2 agències immobiliàries.
Dels 18 establiments comercials que hi havia el 2009, 1 era un hipermercat, 1 un supermercat, 1 una gran superfície de material de bricolatge, 3 botiges de menys de 120 m², 4 fleques, 2 carnisseries, 1 una peixateria, 1 una botiga de roba, 1 una sabateria, 1 una botiga de mobles i 2 floristeries.
L'any 2000 a Mazingarbe hi havia 12 explotacions agrícoles que ocupaven un total de 612 hectàrees.

## Equipaments sanitaris i escolars
El 2009 hi havia 1 centre de salut, 3 farmàcies i 1 ambulància.
El 2009 hi havia 3 escoles maternals i 3 escoles elementals. Mazingarbe disposava d'un col·legi d'educació secundària amb 369 alumnes.

## Poblacions més properes
El següent diagrama mostra les poblacions més properes.

## Ciutats agermanades
- Topoľčany, Eslovàquia